# Vísky (Morávia do Sul)
Vísky é uma comuna checa localizada na região de Morávia do Sul, distrito de Blansko.